# Episodi di For Life (prima stagione)
La  prima stagione della serie televisiva For Life, composta da 13 episodi, è andata in onda in prima visione assoluta negli Stati Uniti d'America sul canale ABC dall'11 febbraio al 12 maggio 2020.
In Italia, la stagione è stata trasmessa in prima visione assoluta su Rai 4 dal 14 gennaio al 18 febbraio 2021, ogni giovedì con due episodi messi in onda.
| n° | Titolo originale      | Titolo italiano          | Prima Tv USA     | Prima Tv Italia  |
| -- | --------------------- | ------------------------ | ---------------- | ---------------- |
| 1  | Pilot                 | Episodio pilota          | 11 febbraio 2020 | 14 gennaio 2021  |
| 2  | Promises              | Promesse                 | 18 febbraio 2020 | 14 gennaio 2021  |
| 3  | Brother's Keeper      | Il custode del fratello  | 25 febbraio 2020 | 21 gennaio 2021  |
| 4  | Marie                 | Marie                    | 10 marzo 2020    | 21 gennaio 2021  |
| 5  | Witness               | Il testimone             | 17 marzo 2020    | 28 gennaio 2021  |
| 6  | Burner                | Il bruciatore            | 24 marzo 2020    | 28 gennaio 2021  |
| 7  | Do Us Part            | Separaci                 | 31 marzo 2020    | 4 febbraio 2021  |
| 8  | Daylight              | Luce diurna              | 7 aprile 2020    | 4 febbraio 2021  |
| 9  | Buried                | Insabbiato               | 14 aprile 2020   | 11 febbraio 2021 |
| 10 | Character and Fitness | Carattere e forma fisica | 21 aprile 2020   | 11 febbraio 2021 |
| 11 | Switzerland           | Arringa finale           | 28 aprile 2020   | 18 febbraio 2021 |
| 12 | Closing Statement     | Non è stato semplice     | 5 maggio 2020    | 18 febbraio 2021 |
| 13 | Fathers               | Padri                    | 12 maggio 2020   | 18 febbraio 2021 |

## Episodio pilota
- Titolo originale: Pilot
- Diretto da: George Tillman Jr.
- Scritto da: Hank Steinberg

### Trama
Aaron Wallace criminale condannato a vita, diventa avvocato difensore e ottiene la licenza per esercitare. Lavora al suo primo caso accettando di rappresentare José Rodriguez. José è stato condannato per aver acquistato droghe che hanno mandato in overdose la sua ragazza Molly che è quasi morta. Il caso lo mette contro O'Reilly, un pubblico ministero diretto da Glen Maskins, l'uomo responsabile della sua condanna a vita. Maskins ordina a O'Reilly di sabotare la difesa di Aaron rimuovendo gli unici due testimoni che ha. Senza altre prove sembra destinato a perdere ma Wallace ricorre all'inganno. Falsifica una lettera di Molly per convincere il giudice a metterla sul banco dei testimoni. Molly rivela che ha mentito sotto giuramento nel processo originale, ammettendo di essersi procurata la droga da sola. Questo significa che la condanna di José è annullata e viene scarcerato. L'alleato di Wallace, il guardiano Safiya Masry, gli dice di smetterla di inimicarsi Maskins perché teme che possa danneggiare la campagna di sua moglie come procuratore distrettuale. Aaron sembra essere d'accordo, ma quando sua figlia Jasmine gli fa visita e gli dice di essere incinta, decide di fare tutto ciò che deve per ribaltare la sua condanna.
- Guest star: Brandon J. Dirden (Darius Johnson), Erik Jensen (Dez O'Reilly), Peter Greene (Wild Bill), Sean Ringgold (Huey Cornell), Hassan Johnson (Bobby), Andrew Casanova (Jose Rodriguez), Jade Wu (giudice Tanaka), Lizzy DeClement (Molly Davidson).
- Ascolti Usa: telespettatori 3.150.000[3]
- Ascolti Italia: telespettatori 239.000 – share 0,90%[4]

## Promesse
- Titolo originale,: Promises
- Diretto da: Russell Fine
- Scritto da: Hank Steinberg

### Trama
Aaron deve onorare un debito che ha con Wild Bill, il leader di una banda di suprematisti bianchi che vuole che uno dei suoi membri, Joey Knox, venga liberato dall'isolamento. Aaron accetta il caso sapendo che così facendo lo renderà nemico delle guardie e degli altri detenuti neri. Scopre che Knox aveva una relazione gay segreta con il suo compagno di cella asiatico, per il quale Bill intende ucciderlo. All'udienza, una guardia è costretta ad ammettere di aver deliberatamente ignorato le richieste di aiuto di Knox. Questo fa sì che Joey venga rilasciato mentre Warden Masry organizza il suo trasferimento in una prigione diversa. Con il suo debito cancellato, Aaron è libero di continuare con il suo piano di citare in giudizio il NYPD in modo che il suo fascicolo di polizia venga rilasciato. Tuttavia, l'ufficio di Maskins convince un giudice che così facendo metterebbe in pericolo una fonte riservata, e così la richiesta viene respinta. Aaron viene contattato da Ronnie, il ragazzo di Jasmine, che gli chiede di accettare di lasciare che Jasmine eviti di fargli visita ogni settimana. Dopo aver appreso il vero motivo per cui Aaron sta cercando di ottenere il fascicolo riservato, Masry gli dice che non si opporrà al suo piano contro Maskins.
- Guest star: Brandon J. Dirden (Darius Johnson), Erik Jensen (Dez O'Reilly), Peter Greene (Wild Bill), Todd Susman (giudice Ira Wexler), Toney Goins (Ronnie Baxter), Sean Ringgold (Huey Cornell), Hassan Johnson (Bobby).
- Ascolti Usa: telespettatori 2.580.000[5]
- Ascolti Italia: telespettatori 236.000 – share 0,90%[4]

## Il custode del fratello
- Titolo originale: Brother's Keeper
- Diretto da: Russell Fine
- Scritto da: Hank Steinberg

### Trama
Determinato ad avere accesso al suo fascicolo riservato, Aaron decide di rappresentare un detenuto del programma di riabilitazione dalla droga di Safiya il cui fratello è un poliziotto. Il procuratore distrettuale Maskins e l'assistente procuratore distrettuale O'Reilly si avvicinano ad ottenere prove del comportamento scorretto di Aaron durante il processo di Jose Rodriguez, prendendo di mira Marie come un modo per arrivare ad Aaron. Infatti sospettano che sia stata proprio lei a spedire la falsa nota di Molly che verrà usata come prova da Aaron inviata da fonte anonima.
- Guest star: Brandon J. Dirden (Darius Johnson), Erik Jensen (Dez O'Reilly), Felonious Munk (Hassan Nawaz), Turron Kofi Alleyne (Calvin Newcombe), Tobias Segal (Frankie), Marjan Neshat (dottoressa Vanessa Hamid), Danny Johnson (giudice Cummings).
- Ascolti Usa: telespettatori 2.500.000[6]
- Ascolti Italia: telespettatori 246.000 – share 0,90%[7]

## Marie
- Titolo originale: Marie
- Diretto da: Charles Martin
- Scritto da: Sonay Hoffman

### Trama
Nove anni or sono, Marie lotta per il suo matrimonio con Aaron mentre affronta la vicenda dell'arresto, del processo e dell'incarcerazione di Aaron. Marie da sola deve anche crescere sua figlia e spiegarle perché suo padre è in carcere. In questo episodio si scopre anche che i due più cari amici di Aaron e anche soci del club lo incastrano per il traffico di droga, oltre agli errori commessi dalla polizia nell'indagine.
- Guest star: Brandon J. Dirden (Darius Johnson), Erik Jensen (Dez O'Reilly), James McDaniel (Earl), Toney Goins (Ronnie Baxter), Sharon Washington (Barbara), Marjan Neshat (Vanessa Hamid).
- Ascolti Usa: telespettatori 2.600.000[8]
- Ascolti Italia: telespettatori 186.000 – share 0,70%[7]

## Il testimone
- Titolo originale: Witness
- Diretto da: Guillermo Navarro
- Scritto da: Hank Steinberg

### Trama
Mentre litiga per conto di un detenuto rinchiuso con l'accusa di rapina, Aaron è combattuto tra fare ciò che è giusto e ciò che è meglio per il suo caso. Rincuorata dal nuovo indizio di Aaron, Marie si rimette al lavoro sul caso, ricercando testimoni per conto di Aaron. Inoltre, Safiya si avvicina al piano di contrabbando di droga di Foster.
- Guest star: Brandon J. Dirden (Darius Johnson), Erik Jensen (Dez O'Reilly), Peter Greene (Wild Bill), Eric Elizaga (ADA Steve Yamada), Alok Tewari (giudice Nader Farhad), Franky G. (Rafi Figueroa), Felonious Munk (Hassan Nawaz), Sean Ringgold (Huey Cornell), Hassan Johnson (Bobby Latimer).
- Ascolti Usa: telespettatori 2.350.000[9]
- Ascolti Italia: telespettatori 141.000 – share 0,50%[10]

## Il bruciatore
- Titolo originale: Burner
- Diretto da: Guillermo Navarro
- Scritto da: Eric Haywood

### Trama
Aaron affronta O'Reilly in tribunale, prendendo di mira il mandato di perquisizione utilizzato nell'arresto di Aaron e l'incapacità del procuratore distrettuale di rivelare un informatore riservato. Il padre di Marie arriva in città, con l'intento di incoraggiare lei e Darius a consolidare la loro relazione. Infatti spinge Darius a chiedere la mano a Marie nonostante Aaron non abbia mai firmato i documenti per il divorzio. Maskins fa in modo che un pericoloso detenuto, Cassius Dawkins, venga trasferito nella prigione di Bellmore nella speranza che possa causare problemi a Safiya e Aaron. Infatti dai primi movimenti di Cassius si capisce la volontà di togliere ai suprematisti bianchi il controllo del traffico di droga, per questo mandi i suoi uomini da Frank Foster, capo delle guardie coinvolto nello spaccio di droga. Inoltre Safiya fa una proposta a Wild Bill per ottenere vantaggi in cambio dei nomi delle guardie con cui ha l'accordo per far entrare la droga.
- Guest star: 50 Cent(Cassius Dawkins), Brandon J. Dirden (Darius Johnson), Erik Jensen (Dez O'Reilly), Peter Greene (Wild Bill Miller), James McDaniel (Earl), Joseph Siravo (Jerry McCormick), Turron Kofi Alleyne (Calvin Newcombe), Felonious Munk (Hassan Nawaz), Sean Ringgold (Huey Cornell), Hassan Johnson (Bobby Latimer).
- Ascolti Usa: telespettatori 2.380.000[11]
- Ascolti Italia: telespettatori 139.000– share 0,60%[10]

## Separaci
- Titolo originale: Do Us Part
- Diretto da: Russell Fine
- Scritto da: Hank Steinberg e Garen Thomas

### Trama
Aaron capisce che Angelo, il suo amico, era una spia professionista per conto della polizia da cinque anni. Vuole portarlo alla sbarra ma gli servono i testimoni di quella notte cosi chiede a Marie e Darius di trovarli. I due decidono di andare da Michael, ex amico di Aaron. Quest'ultimo li instrada su un caso archiviato in cui Angelo aveva mentito. Foster capisce di non avere altra scelta che quella di lavorare per Cassius. Aaron dovrà anche occuparsi di un nuovo caso: ottenere la dispensa per far sposare un detenuto con la sua compagna che sta per morire per un cancro. Riesce a vincere e cosi il matrimonio viene celebrato dopo tredici anni di attesa. Aaron nell'udienza per interrogare Angelo scopre che quest'ultimo non è rintracciabile. Per via di questo e di quello che le ha detto la futura moglie del suo assistito decide di firmare i documenti per il divorzio da Marie. Da Safiya sfida il consiglio della prigione, mettendo effettivamente a repentaglio la campagna di Anya e il loro matrimonio.
- Guest star: 50 Cent (Cassius Dawkins), Brandon J. Dirden (Darius Johnson), Erik Jensen (Dez O'Reilly), Peter Greene (Wild Bill Miller), Marcus Lavoi (Nathan Goodleaf), Joseph Siravo (Jerry McCormick), Aurora Rowland-Martinez (Tricia Sakokete), Anna George (dottoressa Davidson), Felonious Munk (Hassan Nawaz), Sean Ringgold (Huey Cornell), Hassan Johnson (Bobby Latimer).
- Ascolti Usa: telespettatori 2.370.000[12]
- Ascolti Italia: telespettatori 257.000 – share 0,90%[13]

## Luce diurna
- Titolo originale: Daylight
- Diretto da: Russell Fine
- Scritto da: David Feige

### Trama
Per mantenere la sua ancora di salvezza verso il mondo esterno ovvero usare il telefono, Aaron è costretto a difendere Cassius quando aggredisce intenzionalmente tre suprematisti bianchi nelle docce mandandoli in ospedale. Inoltre fa ustionare un altro suprematista dai suoi uomini. Safiya decide di metterlo in isolamento trasferendo i sedici detenuti del suo piano e di mandarlo ad udienza per processarlo. Cassius convince Foster a mentire in modo da vincere l'udienza e terminare cosi l'isolamento. Marie lotta con i suoi sentimenti per Aaron dopo aver ricevuto i documenti di divorzio. Roswell spinge Safiya a richiedere il trasferimento di un detenuto a Bellmore, sostenendo che il suo caso potrebbe aiutare Aaron. Questo detenuto è Burton condannato da Maskins nel '97 con una sentenza affrettata. Inoltre, Anya va contro i desideri dello staff della sua campagna, impegnandosi in una assemblea a Bellmore per sostenere le famiglie dei detenuti. Safiya capisce anche che Foster portava la droga in prigione usando le bistecche.
- Guest star: 50 Cent (Cassius Dawkins), Brandon J. Dirden (Darius Johnson), Peter Greene (Wild Bill Miller), Marcus Lavoi (Nathan Goodleaf), Johanna Day (Andrea Kayser), Marjan Neshat (dottoressa Vanessa Hamid), Toney Goins (Ronnie Baxter)), Gregg Daniel (Easley Barton), Felonious Munk (Hassan Nawaz), Sean Ringgold (Huey Cornell), Hassan Johnson (Bobby Latimer).
- Ascolti Usa: telespettatori 2.330.000[14]
- Ascolti Italia: telespettatori 210.000 – share 0,80%[13]

## Insabbiato
- Titolo originale: Buried
- Diretto da: Erica Watson
- Scritto da: Hope Mastras

### Trama
Aaron rappresenta il detenuto trasferito da poco a Bellmore, Easley Barton detenuto ingiustamente da 23 anni a causa di Maskins, sperando che la vittoria di questa causa rafforzi la sua. Dividendosi i compiti,  Roswell scopre un nuovo testimone, Anna Fernandez, che potrebbe essere d'aiuto ma faticano a rintracciarla. Dopo una dritta Roswell riesce a parlare con lei. Facendola testimoniare in tribunale, Aaron riesce ad ottenere il test sul Dna del nastro, oggetto usato come modus operandi dell'assassino. Come contromossa Maskins annuncia in conferenza stampa di liberare sei detenuti, tra cui Burton, per errori giudiziari. Il capitano Foster continua il suo racket del contrabbando di droga mentre Safiya inizia la sua strategia per contrastarlo. Infatti propone al capitano immunità se darà il suo aiuto per stroncare Cassius. Quest'ultimo oltre a declinare l'offerta decide di dare le dimissioni. Marie affronta la rottura con Darius mentre continua ad aiutare Aaron nel suo caso. La figlia ha aperto una pagina in un social network dove dai messaggi si capisce che quella sera nel locale una ragazza era andata in overdose riuscendo a sopravvivere. Dalla banca dati dell'ospedale risale ad un nome Spencer Richardson.
- Guest star: 50 Cent (Cassius Dawkins), Brandon J. Dirden (Darius Johnson), Peter Greene (Wild Bill Miller), Gregg Daniel (Easley Barton), Toney Goins (Ronnie Baxter), Tobias Segal (Frankie), John Doman (procuratore generale Burke).
- Ascolti Usa: telespettatori 2.180.000[15]
- Ascolti: telespettatori 232.000 – share 0,80%[16]

## Carattere e forma fisica
- Titolo originale: Character and Fitness
- Diretto da: Jann Turner
- Scritto da: Zach Calig

### Trama
Marie e Roswell informano Aaron di quello che hanno scoperto sulla ragazza andata in overdose, risultata essere la figlia di Richardson, un magnate che ha sostenuto Maskin nella sua campagna. Questo lo porta a capire che fin da subito era lui l'obbiettivo in quanto titolare della discoteca li vicino. Serviva un pesce grosso a Maskins per farsi notare. Safiya scopre che il metodo per introdurre droga nel carcere sono i testi religiosi. Cosi convince Aaron a chiedere dodici ore ai detenuti per trattenere e ispezionare con i cani tutti i testi religiosi. Questo però crea tensione tra i detenuti e il livello accresce di ora in ora. Non trovando nulla Safiya cambia piano chiamando i detective dell'Ocar. Visionando i filmati trovano Foster che esce dal bagno con una Bibbia in mano. Mentre tentano di trovare il passaggio di mano del testo sacro tra il capitano e Cassius vengono interrotti. Si capisce dal colloquio con il suo ex che Jamal, l'amico di Aaron, è omosessuale e che è finito in prigione a causa di sua sorella. Jamal chiede un'arma a Cassius per uccidere Aaron, in realtà è una farsa poiché lui vuole uccidere Cassius. Il tentativo di Jamal non va a buon fine rischiando lui stesso la vita ma l'intervento di Aaron blocca Cassius al momento giusto evitando il peggio al suo amico. Cosi nasce una rissa visto che Wild Bill incoraggia i suoi a vendicarsi di Cassius. Questo richiede la chiusura del blocco palestra con l'intervento della squadra speciale.
Molti detenuti muoiono e anche una guardia. Wild Bill muore, Aaron finisce nell'infermeria del carcere mentre Jamal va in ospedale in gravi condizioni cosi come Cassius.
- Guest star: Brandon J. Dirden (Darius Johnson), Erik Jensen (Dez O'Reilly), Peter Greene (Wild Bill Miller), James McDaniel (Earl), Chance Kelly (Cyrus Hunt), Hassan Johnson (Bobby Latimer), Sean Ringgold (Huey Cornell), Sharon Washington (Barbara) Joseph Siravo (Jerry McCormick).
- Ascolti Usa: telespettatori 2.180.000[17]
- Ascolti: telespettatori 182.000 – share 0,70%[16]

## Arringa finale
- Titolo originale: Switzerland
- Diretto da: Darnell Martin
- Scritto da: Karen Struck

### Trama
Safiya deve affrontare le conseguenze della rivolta che mettono in pericolo il suo lavoro e le sue riforme. Marie insieme alla figlia tentano di ottenere informazioni su Aaron e si recano al quartier generale della campagna della moglie di Safiya. Qui apprendono che Aaron sta bene ma ha una commozione cerebrale per cui sarà difficile che riesca a sostenere il suo secondo processo che si terrà il giorno dopo la rivolta. Foster viene interrogato e arrestato su quello che è successo e sul suo coinvolgimento nella rivolta, traffico di droga e negli omicidi. Safiya viene sostituita da un nuovo direttore ovvero Hunt finché non ci sarà una sentenza sul suo operato. Aaron riesce ad ottenere un rinvio dell'udienza di un giorno, inoltre viene trasferito in un altro penitenziario per via dell'udienza. Nel frattempo, il nuovo direttore smantella il programma di disintossicazione per ripristinare l'isolamento partendo dai detenuti coinvolti nella rivolta, insabbia anche il video dove il secondo di Foster gli passa la Bibbia. Foster viene liberato su cauzione, ma poco dopo si suicida nella sua stanza da letto. Hunt dopo aver appreso del trasferimento, lo annulla e riporta Aaron a Bellmore dove lo attende l'isolamento e le sue condizioni fisiche peggiorano. Safiya ottiene l'ordine di trasferimento di Cassius a Bellmore e questo le fornisce una prova per poter salvare il suo lavoro. Apprende anche di Foster cosi decide di incontrare Louis, il secondo di Foster, che la informa delle minacce di Cassius verso la famiglia di Foster. Cosi Safiya escogita un piano per salvare pensione e reputazione di Foster e permettere ad Aaron di presentarsi all'udienza.
- Guest star: 50 Cent(Cassius Dawkins), Brandon J. Dirden (Darius Johnson), Peter Greene (Wild Bill Miller), Marcus Lavoi (Nathan Goodleaf), Sean Ringgold (Huey Cornell), Matt Dellapina (Tom Hansen), Hassan Johnson (Bobby Latimer), Felonious Monk (Hassan Nawaz), Tobias Segal (Frankie).
- Ascolti Usa: telespettatori 2.190.000[18]
- Ascolti Italia: telespettatori 229.000 – share 0,80%[19]

## Non è stato semplice
- Titolo originale: Closing Statement
- Diretto da: Debs Paterson
- Scritto da: Lee Edward Colston II

### Trama
Il percorso di Aaron in carcere non è stato semplice sin dall'inizio. Infatti da subito deve comprendere come funziona a Bellmore e con chi deve schierarsi. Inoltre per aver declinato l'offerta di prendere parte ad un traffico di droga si ritrova invischiato in una rissa scatenata da Greene che gli costa l'isolamento e un processo in cui sin da subito difende se stesso e Jamal, suo compagno di cella. Il giudice è Roswell che trova simpatica la difesa di Aaron e perciò gli combina una ammenda e non più l'isolamento. Le guardie come ripicca gli slogano una spalla. Capisce che Greene gli sta alle costole cosi Aaron decide di vendicarsi tentando di ucciderlo con l'aiuto di Elaja ma non ci riesce non essendo un assassino. Per questo dovrà tirare fuori all'isolamento shotgun, un uomo di Elaja. Questo gli permetterà di diventare rappresentante dei detenuti. Nel frattempo, il suo processo va male e il suo avvocato non può permettersi di lavorare pro bono così Aaron inizia a studiare per diventare avvocato e occuparsi da solo della sua difesa. Ottenuta la laurea per corrispondenza deve far l'esame di abilitazione in Vermont e non potendo ottenere il permesso dal direttore di recarsi fuori Bellmore, si inventa l'escamotage della disabilita riuscendo a far venire l'esaminatore in carcere cosi da effettuare l'esame. Dopo diversi favori ottiene da Elaja il cellulare. Superando l'abilitazione e il test di idoneità diventa a tutti gli effetti un legale. Inoltre apprende da Darius che Marie e lui hanno una relazione. Per esercitare la sua professione deve superare l'ultimo ostacolo ovvero sostituire il direttore. Con l'appoggio dei detenuti e con un cambio del consiglio della prigione verso l'area progressista Aaron ottiene la sostituzione del direttore proprio con Safiya che da subito applica le sue riforme.
- Guest star: Brandon J. Dirden (Darius Johnson), Erik Jensen (Dez O'Reilly), Peter Greene (Wild Bill Miller), Sean Ringgold (Huey Cornell), Matt Dellapina (Tom Hansen), Chance Kelly (Cyrus Hunt), Felonious Monk (Hassan Nawaz), Joseph Siravo (Jerry McCormick), Angel Desai  (Janet), Toney Goins (Ronnie Baxter), John Doman (procuratore generale Burke).
- Ascolti Usa: telespettatori 2.170.000[20]
- Ascolti Italia: telespettatori 217.000 – share 0,90%[19]

## Padri
- Titolo originale: Fathers
- Diretto da: Hank Steinberg
- Scritto da: Hank Steinberg

### Trama
Aaron mentre parla con i suoi testimoni in carcere, Hunt trascrive per Maskins i suoi colloqui oltre a fornigli il video dove Aaron picchia Cassius nel tentativo di salvare Jamal. Safiya avverte Aaron che fu Cassius a chiedere a Jamal di ucciderlo perché veniva reputato una spia e gli indica di chiedere il trasferimento da Bellmore poiché se questa notizia si spargesse in carcere lui sarebbe nel mirino dei detenuti. Maskins riesce anche a cambiare i giudici del processo. Mentre la campagna va avanti Maskins attacca duro facendo pubblicare il video di Wallace e denigrandolo come criminale incallito in una cerimonia in chiesa. Invece durante il processo viene messo in difficoltà dal nuovo giudice che annulla i testimoni di Aaron che tira fuori un asso dalla manica chiamando Lexie Richardson a testimoniare, la figlia del magnate andata in overdose dopo aver acquistato la droga nel locale di Wallace. Aaron decide di evitare la testimonianza della ragazza accordandosi con il padre sulla dichiarazione di una amica di Lexie, trovata Jasmine e il suo fidanzato,  nella quale si dice che la ragazza si drogava dal secondo liceo e che si sente incolpa perché il padre voleva che fossero puniti i colpevoli. Sul banco dei testimoni il magnate Richardson ammette che ci fu uno scambio di favori implicito tra lui e Makins che per la legge è un abuso di potere. Mentre Jasmine partorisce Aaron ottiene dal giudice l'apertura di un nuovo processo a causa degli errori giudiziari e occultamenti fatti dall'accusa. Richardson è furioso con Maskins temendo per la sua reputazione. Maskins oltre a vincere la campagna elettorale incontra Aaron in carcere avvisandolo che chiederà l'inquinamento delle prove sulle informazioni ottenute da Marie sulle cartelle cliniche, indagherà sulla falsa lettera e incriminerà Jamal per tentato omicidio. Gli offre un accordo che però non elimina l'etichetta di criminale ad Aaron.
- Guest star: Brandon J. Dirden (Darius Johnson), Erik Jensen (Dez O'Reilly), John Douglas Thompson (Spencer Richardson), Danny Johnson (giudice Cummings), Alexis Nichole Smith (Lexi Richardson), Sean Ringgold (Huey Cornell), Chance Kelly (Cyrus Hunt), Toney Goins (Ronnie Baxter), Gregg Daniel (Easley Barton), Andrew Casanova (Jose Rodriguez), Joseph Siravo (Jerry McCormick), Eric Elizaga (ADA Adam Yamada) , John Doman (procuratore generale Burke).
- Ascolti Usa: telespettatori 2.820.000[21]
- Ascolti Italia: telespettatori 200.000 – share 1,00%[19]